# 莫莫斯特南戈
莫莫斯特南戈是危地馬拉的城鎮，由托托尼卡潘省負責管轄，位於該國西部，面積305平方公里，海拔高度2,204米，每年平均降雨量約1,200毫米，2002年人口87,340。

## 外部連結
- Momostenango blog （页面存档备份，存于）